# Corrado Barazzutti
Corrado Barazzutti (født 19. februar 1953 i Udine) er en tidligere italiensk tennisspiller.
Barazzutti var italiensk mester 1976-81 og han vandt en international turnering i løbet af sin tenniskarriere (Cairo 1980). Hans bedste resultat i Grand Slam-turneringerne var to semi-finaler, US Open i 1977 og French Open i 1978. Han tabte til henholdsvis Jimmy Connors og Björn Borg.
Han spillede også 44 kampe på de italienske hold Davis Cup og er nu kaptajn på holdet.